# Конформистът
„Конформистът“ (на италиански: „Il conformista“) е филм от 1970 година, драма на режисьора Бернардо Бертолучи по негов собствен сценарий, базиран на едноименния роман на Алберто Моравия. Мрачният поглед на 29-годишния режисьор върху мотивацията на човешките постъпки косвено отразява неговото разочарование от майските събития през 1968 г.
През 1971 г. той е удостоен с италианската национална филмова награда „Давид на Донатело“ като Най-добър филм на годината.
Сложността на повествователната структура и иновативната кинематография на „Конформистът“ оказват значително влияние върху развитието на световното кино, проправяйки път за създаването на ново поколение психологически драми, като „Кръстникът“ (1972) и „Апокалипсис сега“ (1979).
В центъра на сюжета е италианец от 30-те години, който отива в Париж на сватбено пътешествие със задачата да съдейства за убийството на италиански политически емигрант и негов бивш преподавател. Главните роли се изпълняват от Жан-Луи Трентинян, Стефания Сандрели, Доминик Санда, Гастоне Москин.

## В ролите
| Изпълнител        | Роля              |
| ----------------- | ----------------- |
| Жан-Луи Трентинян | Марчело Клеричи   |
| Стефания Сандрели | Джулия            |
| Гастон Москин     | Манганиело        |
| Енцо Тарасчио     | Професор Куадри   |
| Доминик Санда     | Ана Куадри        |
| Фоски Джакети     | Полковника        |
| Хосе Куалио       | Итало             |
| Пиер Клементи     | Лино              |
| Ивон Сансон       | Майката на Джулия |
| Джузепе Адобати   | Бащата на Марчело |

## Замисъл
„Конформистът“ е първият филм, направен от Бертолучи след влизането му в Италианската комунистическа партия през 1969 г. Подобно на предишния филм, „Стратегията на паяка“ (1969), в този филм той е зает с темата за фашизма, табуирана в следвоенна Италия – по-точно мотивите, които тласкат съвременниците на баща му в редиците на партията на Мусолини. Идеята е зрителят да се постави на мястото на Марчело, когато той вдига стъклото на прозореца на автомобила, докато отвън по него удря с ръце, молейки за помощ, обречената на гибел Ана. Така цялата аудитория се оказва в позицията на пасивен съучастник във фашистките престъпления.
Идеята да разгледа тоталитаризма от гледна точка на Фройд идва на Бертолучи след студентските вълнения през 1968 г., в които той взима активно участие. Според режисьора основният урок от тези събития лично за него е осъзнаването, че копнее за революция не заради хората в неравностойно положение, а заради себе си: „Исках светът да се промени за мен. Открих лично ниво в политическата революция“. В тази връзка режисьорът цитира фразата Сартър, прозвучала в предишния му филм: „Човек се състои от всички хора. Той е равен на всички тях и всички са равни с него.“
След като си поставя задачата да покаже на екрана личен разрез на големите исторически събития, Бертолучи се обръща към романа на комуниста Алберто Моравия, като го предупреждава: „За да остана верен на вашата книга, ще трябва да извърша предателство спрямо нея.“ В сценария, написан въз основа на романа, той се опитва да разкрие индивидуалната психологическа мотивация на главния герой да се присъедини към фашистката партия. В същото време младият режисьор трябва да пренапише целия финал на романа в съответствие с учението на Фройд, към което тогава е толкова привързан.
| „ | В Моравия всичко беше предопределено от „съдбата“, така че не можем да разберем защо Марчело става фашист. В края на книгата, в нощта след 25 юли, Марчело и съпругата му отиват на село. Над тях прелита самолет и хвърля бомба върху им. Случилото се е представено като „божествено възмездие“. Тази идея ми е чужда. Повече ми харесва, когато мястото на „съдбата” е заето от силата на подсъзнанието. | “ |

Заснемането на филма поставя черта под увлечението на Бертолучи към естетиката на най-радикалния режисьор от 60-те години на ХХ век, Жан-Люк Годар. „В един момент трябваше да се потрудя да спра да имитирам, да спра да бъда фалшификатор, да спра да правя фалшификати на Годар“, спомня си режисьорът. След като влиза към редиците на комунистическата партия, той избира за свой нов водач образцовия антифашист Жан Реноар, който в най-значимия си филм „Правилата на играта“ (1939), използвайки примера на едно семейство, проследява краха на цялата европейска цивилизация. Неслучайно още в първите кадри на „Конформистът“ виждаме главния герой в хотелска стая, наводнена с червена светлина от неоновите светлини на кино с реклама на филма на Реноар от 1936 г. „Животът ни принадлежи“.

## Структура
Първите три четвърти на филма могат да бъдат определени като преследване, осъществено от Марчело и неговия шофьор Манганиело, на професора и съпругата му, които набързо напуснали Париж, за да избягат в имението си в Савоя, обърквайки черноризците. Сънното движение на колата е подчертано от поредица ретроспекции, в които епизодите, довели до това преследване, извират в паметта на Марчело. Докато колата се движи напред, Марчело превърта живота си обратно до ключовия епизод от 1917 г.
В първата сцена на филма Марчело получава обаждане от Манганиело със съобщение, че „птичките са отлетели“. Призори на 15 октомври 1938 г. те се качват в колата и напускат Париж. Две трети от филма ще бъдат изпълнени с ретроспекции, преди зрителят да разбере значението на първата сцена от филма, смисъла на преследването и да разбере кой кара колата, в която седи главният герой. Вътре в ретроспекциите има други ретроспекции - в първата ретроспекция Марчело заспива в радиостудио, след което се пренася в ретроспекция с нотка на сюрреалност: из безкрайните коридори на фашистко министерство пренасят статуетка на римски орел и бюст на Мусолини, а министърът се подготвя за полов акт на служебната маса с дама, която има лицето на Анна. Да се схване хронологичната последователност на това и следващите вмъквания е практически невъзможнно.
Подходът, използван от Бертолучи за конструиране на разказ от разпръснати свободни ретроспекции, е сравняван с метода на свободните асоциации на Фройд, при който някои изображения в ума спонтанно заменят други. Междувременно причудливата поредица от реминисценции в „Конформистът“ не е никак хаотична, а се основава на онези образи, които се реят пред Марчело зад стъклото на прозореца. Когато слиза от колата и Манганиело го следва с тиха скорост, пред него изскача „първосцената“ от 1917 г. - тогава по подобен начин той е вървял до колата на Лино, преди да седне на задната седалка.
След като началната сцена на „убийството“ на Лино е представена на Марчело, ретроспекциите придобиват хронологична последователност. Спомените за последните събития в Париж се следват логично до сцената на неистовия хоровод в залата за танци в навечерието на бягството на професора от Париж. Около четири часа вечерта преследвачите настигат жертвите си, които загиват пред очите им. След това Бертолучи пренася своите герои в деня на падането на Мусолини (25 юли 1943 г.): по Моста на светия ангел те влачат бюста на победеният тиранин - може би същия, който Марчело е видял по-рано.

## Рецепция
Премиерата на „Конформистът“ е на 20-то издание на Берлинския международен кинофестивал през 1970 г. Филмът е приет от кинокритиците и получава наградата на журналистите. Моравия харесва филма, както е одобрил и филмовата адаптация на Годар на неговия „Презрението“ 8 години по-рано.
Сцената на сватбата на Марчело и Джулия е изключена от американската версия на филма, а филмът попада в съветското киноразпространение, според режисьора, съкратен „до точката на пълна неузнаваемост“: в черно-бяло и премонтиран „за удобство на съветския зрител“.
„Конформистът“ е забелязан от американските режисьори и номиниран за наградата „Златен глобус“ в номинацията „Най-добър чуждестранен филм“. Малко по-късно Бертолучи е номиниран за Оскар за най-добър адаптиран сценарий. Въпреки всеобщото възхищение от въплъщението на сценарийната концепция, идеите, въплътени в този сценарий, особено опитите да се сведе раждането на тоталитарната система до „сексуалните отклонения“ на индивидите, пораждат съмнения.
„Конформистът“ създава на 29-годишния Бертолучи репутацията на един от водещите режисьори на своето време. „Това, с което винаги съм се гордял, поруменявайки, е, че Франсис Форд Копола, Мартин Скорсезе и Стивън Спилбърг са ми споделяли, че „Конформистът“ е бил първият съвременен филм, който им е повлиял“, спомня си режисьорът. Успехът на филма в САЩ позволява на Бертолучи да привлече една от холивудските легенди, Марлон Брандо, в главната роля за следващия си филм, „Последно танго в Париж“. Но и филмът, който вдъхва нов живот във филмовата кариера на Брандо, „Кръстникът“ на Копола, не може да избегне от влиянието на италианския си предшественик. Образът на летящите есенни листа в „Кръстникът 2“ е директен цитат от „Конформистът“.
Въпреки че „Конформистът“ не става център на грандиозен скандал като „Последното танго в Париж“ (1972) и не обира реколтата от награди на „Последният император“ (1986), критиците поставят на филма от 1970 г. над всички последващи творби на Бертолучи. През 2008 г. британският вестник „Гардиън" определя „Конформистът“ като един от най-влиятелните филми от следвоенната епоха.